# Communauté de communes du Val d’Orne
Die Communauté de communes du Val d’Orne ist ein französischer Gemeindeverband mit der Rechtsform einer Communauté de communes im Département Orne in der Region Normandie. Sie wurde am 30. Dezember 1993 gegründet und umfasst 17 Gemeinden. Der Verwaltungssitz befindet sich im Ort Putanges-le-Lac.

## Historische Entwicklung
Mit Wirkung vom 1. Januar 2017 wurden sieben Gemeinden des aufgelösten Gemeindeverbandes Communauté de communes du Pays de Briouze übernommen.

## Mitgliedsgemeinden
| Gemeinde                             | Einwohner 1. Januar 2022 | Fläche km² | Dichte Einw./km² | Code INSEE | Postleitzahl |
| ------------------------------------ | ------------------------ | ---------- | ---------------- | ---------- | ------------ |
| Bazoches-au-Houlme                   | 455                      | 28,64      | 16               | 61028      | 61210        |
| Champcerie                           | 177                      | 8,94       | 20               | 61084      | 61210        |
| Craménil                             | 128                      | 8,09       | 16               | 61137      | 61220        |
| Faverolles                           | 132                      | 10,57      | 12               | 61158      | 61600        |
| Giel-Courteilles                     | 484                      | 12,58      | 38               | 61189      | 61210        |
| Habloville                           | 335                      | 11,7       | 29               | 61199      | 61210        |
| Les Yveteaux                         | 100                      | 5,79       | 17               | 61512      | 61210        |
| Lignou                               | 139                      | 7,61       | 18               | 61227      | 61220        |
| Ménil-Gondouin                       | 157                      | 9,17       | 17               | 61265      | 61210        |
| Ménil-Hermei                         | 201                      | 6,61       | 30               | 61267      | 61210        |
| Ménil-Vin                            | 48                       | 3,62       | 13               | 61273      | 61210        |
| Montreuil-au-Houlme                  | 127                      | 7,82       | 16               | 61290      | 61210        |
| Neuvy-au-Houlme                      | 198                      | 15,62      | 13               | 61308      | 61210        |
| Putanges-le-Lac                      | 2.115                    | 76,91      | 27               | 61339      | 61210        |
| Saint-André-de-Briouze               | 175                      | 12,21      | 14               | 61361      | 61220        |
| Saint-Hilaire-de-Briouze             | 299                      | 13,63      | 22               | 61402      | 61220        |
| Sainte-Honorine-la-Guillaume         | 348                      | 14,87      | 23               | 61408      | 61210        |
| Communauté de communes du Val d’Orne | 5.618                    | 254,38     | 22               | –          | –            |